# Narcís Monturiol

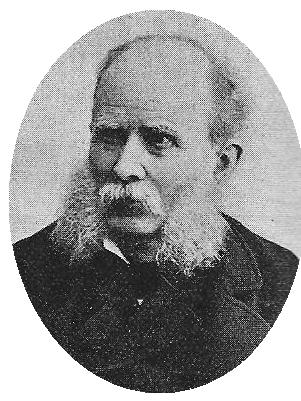
Narcís Monturiol i Estarriol

Narcís Monturiol i Estarriol (Figueres / Spanyolország, 1819. szeptember 28. – Barcelona, 1885. szeptember 6.) spanyol mérnök, feltaláló. Nevéhez fűződik az első tengeralattjáró, az Ictineo I és Ictineo II megtervezése és megépítése.

## Életrajza
Monturiol jogi tanulmányokat folytatott, 1845-ben sikeresen diplomázott, de soha nem dolgozott jogászként, helyette nyomdai szedő képesítést szerzett és 1846-ban saját nyomdát rendezett be. Számos cikksorozatot és röpiratot jelentetett meg a feminizmus, a pacifizmus és az utópista kommunizmussal kapcsolatos radikális nézeteiről. Létrehozta a La madre de familia (1846) című újságot, amelyben ígéretet tett a nők védelmére a férfiak zsarnokságával szemben, valamint a La fraternidad nevű lapot, amely a spanyolországi kommunista ideológia első folyóirata lett.
Abdó Terrades-szel való barátsága révén került közel és csatlakozott a spanyol republikánus párthoz, valamint szimpatizált Étienne Cabet szocialista eszméivel, amiket a La fraternidad-ban népszerűsített. Részt vett Cabet könyvének, az utópista kommunizmus remekművének, az Ikáriai utazásnak a fordításában. Támogatta a katalán függetlenségi mozgalmat, ami miatt 1848-ban rövid franciaországi száműzetésbe kényszerült. Barcelonába való visszatérése után (1849) a kormány korlátozta kiadói ténykedését, így fordult figyelme a tudományok és a mérnöki tevékenység felé.

## Mérnöki tevékenysége
Cadaqués-i tartózkodása idején lehetősége nyílott a korall-szüretelő búvárok veszélyes munkájának megfigyelésére; szemtanúja volt egy balesetnek, amely következtében egy búvár megfulladt. Ez az esemény buzdította arra, hogy elgondolkodjon a víz alatti navigáció lehetőségeiről. 1857 szeptemberében visszatért Barcelonába és Monturiol, Font, Altadill y Cia néven, 10 000 peseta alapítótőkével megszervezte az első spanyol kereskedelmi társaságot a tengeralatti hajózás kutatására.
1858-ban mutatta be terveit és projektjét Ictíneo o la nave-pez című tudományos értekezésében. Megépítette az El Ictineo nevű búvárhajót, ami az első, víz alatt is működőképes, gőzgéppel működő tengeralattjáró volt.
A prototípus első merülésére 1859-ben Barcelona kikötőjében került sor, ahol kiderült, hogy a tengeralattjáró konstrukciója még messze nem tökéletes. Monturiol különösen a hajtóművel nem volt elégedett, ami hagyományos módon kézi forgatókarral történt.
Radványi Kálmán a következőképpen tesz említést az eseményről:
„A barcelonai egyetem tudós orvosprofesszora, Ramon Coll y Pujon leírta a kikötőjükben lefolyt izgalmas jelenetet, Narciso Monturiol halhajójának bemutatását… A tengerészeti miniszter is beleült a csodahajóba a kapitány mellé. Hosszú ideig voltak a víz alatt s a parton nyüzsgő embertömeg nyugtalanul fészkelődött. Már azt hitték, hogy a halhajó örökre elmerült. A kikötő egyik mólóján állt II. Izabella királynő és miniszterelnöke: O' Donnel is. Az izgatottság tetőfokra hágott. A szemek a tenger ama pontjára meredtek, ahol Monturiol hajója alábukott. Egyszerre az aggodalom kitörő ujjongássá változott: a halhajó megjelent a víz színén.”

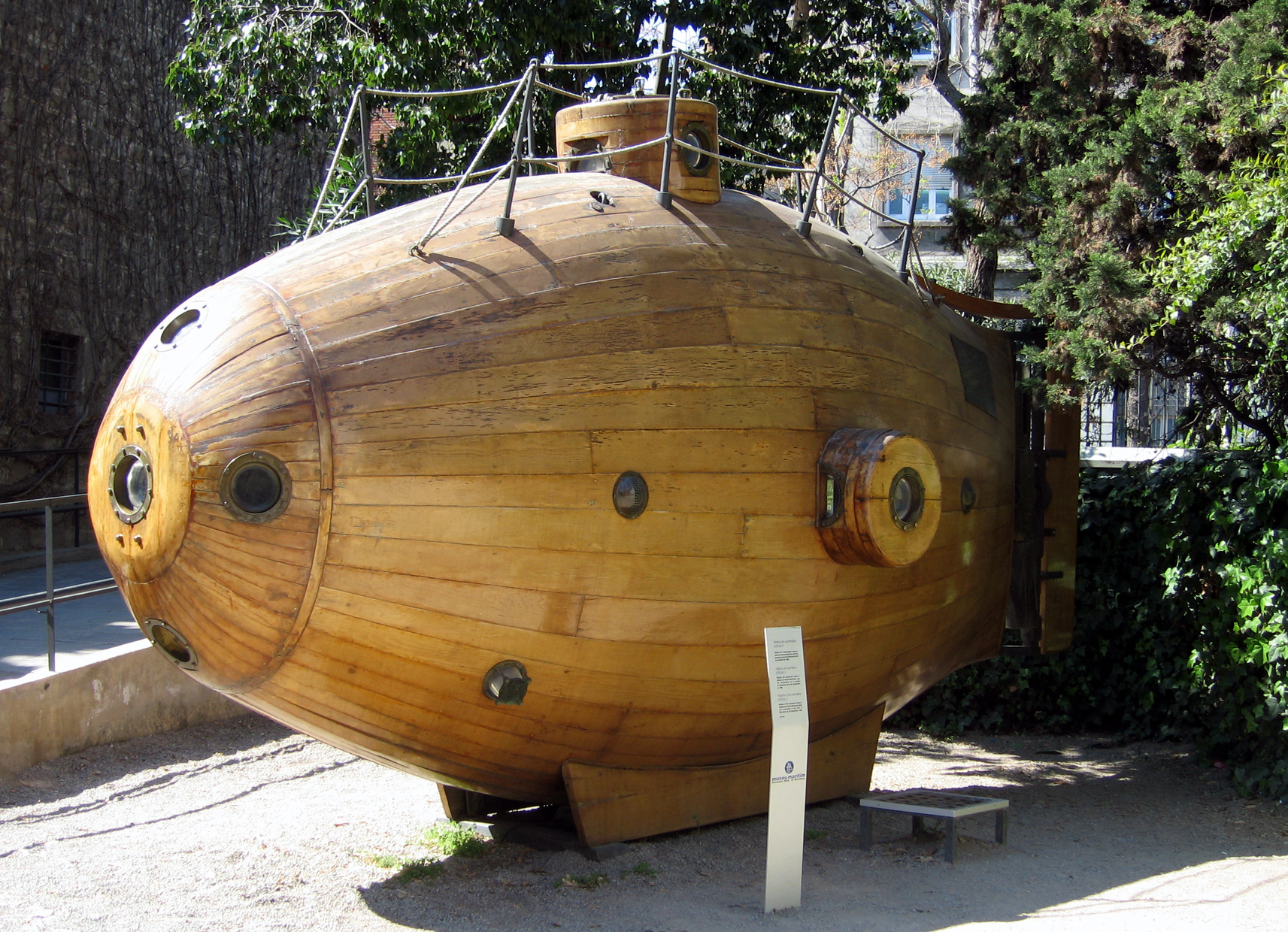
Az Ictineo I utánzata a Museu Marítim de Barcelona épülete előtt

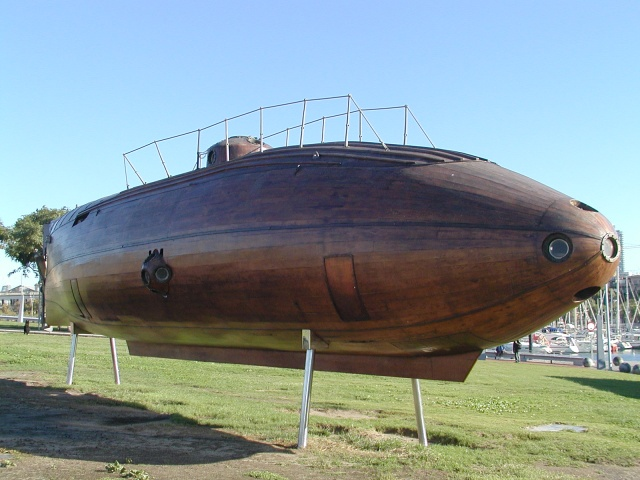
Az Ictineo II másolata Barcelona kikötőjében

## Ictineo II
1864. október 2-án vízre bocsátották az Ictineo II névre keresztelt hajót. Ez a tengeralattjáró – a maga nemében a világon az első – gépi meghajtással működött. Hosszúsága 14 méter, szélessége 2 méter, magassága 3 méter és űrmértéke 46 bruttóregisztertonna volt. Masszív olívafából épült; tölgyfa és rézzsanérok erősítették, valamint 2 mm vastag rézlapok borították. Legénysége 7 főből állt.
A tengeralattjáró különlegessége az anaerobikus meghajtás, valamint annak a problémának a megoldása volt, hogy hogyan frissítsék fel az oxigént a hermetikusan zárt térben. A Monturiol által konstruált, magnézium-peroxidon alapuló motor a kémiai reakciók során elegendő hőt termelt, hogy vízgőz keletkezzen. A melléktermékként keletkezett oxigént speciális tartályokban fogták fel, ami később friss levegőként szolgált.
Az Ictineo II nemcsak a világ első gépi meghajtású tengeralattjárója volt, hanem elődeitől eltérően kizárólag polgári használatra készítették. A hajó a cadaques-i korallhalászok nélkülözhetetlen munkaeszköze lett. 73 éven keresztül (1864-1937) segített a munkájukban. Leghosszabb ideig tartó merülése több mint hét óra hosszáig tartott. A hajó egyszerű és robusztus technikája biztosította az áramlatmentes működést, ami megóvta a katasztrófáktól. Napjainkban az Ictineo II utánzata Barcelona kikötőjében látható.
Katalóniában Monturiolt nemzeti hősként tartják számon, mindemellett neve Európában kevésbé ismert. Találmánya azonban tovább él a „Nautilus”-ban, a Jules Verne 20 000 mérföld a tenger alatt című futurisztikus regényében kitalált tengeralattjáróban. Verne érdeme, hogy az akkori idő minden jelentős technikai, biológiai és földrajzi felfedezését figyelemmel követte, rendszerezte, és egy kicsit kiszínezve regényeinek cselekményébe beépítette.